# 中铁工程设计咨询集团
中铁工程设计咨询集团有限公司，2004年注册成立于北京市，公司前身由五家设计单位合并组成，是隶属于中国中铁的特大型综合勘察设计咨询企业。主要业务为工程规划、勘察、设计、咨询、总承包、监理、产品和科研开发。2017年5月，作为国务院国资委中央企业首批十户员工持股试点企业之一，由中国中铁股份有限公司控股，中铁设计骨干员工和2家战略投资者参股。2017年该公司的总资产45.67亿元，净资产17.13亿元，净利润3.51亿元。